# Калмутје
Калмутје (фр. Calmoutier) насеље је и општина у источној Француској у региону Франш-Конте, у департману Горња Саона која припада префектури Везул.
По подацима из 2011. године у општини је живело 242 становника, а густина насељености је износила 17,24 становника/km². Општина се простире на површини од 14,04 km². Налази се на средњој надморској висини од 360 метара (максималној 390 m, а минималној 258 m).

## Демографија
| 1962. | 1968. | 1975. | 1982. | 1990. | 1999. | 2011. |
| ----- | ----- | ----- | ----- | ----- | ----- | ----- |
| 237   | 241   | 174   | 195   | 215   | 225   | 242   |

График промене броја становника у току последњих година